# Contea di Grayson (Kentucky)
La contea di Grayson, in inglese Grayson County, è una contea dello Stato del Kentucky, negli Stati Uniti. La popolazione al censimento del 2000 era di 24 053 abitanti. Il capoluogo di contea è Leitchfield.